# Bruce Eisenbeil
Bruce Eisenbeil (* 21. August 1963 in Chicago) ist ein US-amerikanischer Jazz-Gitarrist und Komponist des Modern Creative.
Bruce Eisenbeil wuchs in Plainfield (New Jersey) auf und begann mit vier Jahren Gitarre zu spielen. Mit 15 Jahren hatte er erste professionelle Auftritte. Zunächst Autodidakt, hatte er später Unterricht bei Joe Pass, Howard Roberts, Joe Diorio und Dennis Sandole. In den 1980er Jahren spielte er in Rhythm-and-Blues-Bands sowie mit Jeff Buckley und Paul Gilbert.

1992 unternahm er eine dreiwöchige Tournee durch Brasilien; er lebt und arbeitet seit 1995 in New York City. Im Laufe seiner Karriere (er arbeitete außerdem als Mechaniker) spielte er u. a. mit Cecil Taylor, David Murray, Evan Parker, Rob Brown,  Ellery Eskelin, Steve Swell, Karl Berger, William Parker, Kent Carter, Lisle Ellis, Milford Graves, Badal Roy, Andrew Cyrille, Jay Rosen, William Hooker und Lou Grassi. 1997 nahm er im Trio mit Rob Brown und Lou Grassi sein Debütalbum Nine Wings auf dem Avantgarde-Label CIMP auf; unter eigenem Namen veröffentlichte Eisenbeil dann eine Reihe weiterer Alben, u. a. auf  Label wie ESP-Disk, Konnex Records, Cadence Jazz Records, CIMP und Nine Winds.  2006 trat er auf dem Montreal Jazz Festival und dem Silent Art Festival in Bochum auf.

## Diskographische Hinweise
Alben unter eigenem Namen
- Nine Wings (CIMP, 1997) mit Rob Brown, Lou Grassi
- Mural (CIMP, 1999) mit J. Brunka, Ryan Sawyer
- Opium (CIMP, 2001) mit David Taylor, Michael Attias, Jay Rosen
- Carnival Skin (Nemu, 2006)
- Inner Constellation (ESP, 2007)
- Solar Forge (ESP-Disk, 2008) Trio Eisenbeil/Tom Blancarte und Andrew Drury

Alben als Sideman
- Steve Swell: Particle Data Group (Cadence, 2000)